# Elio Filippo Accrocca
Elio Filippo Accrocca (Cori, 17 aprile 1923 – Roma, 11 marzo 1996) è stato un poeta, scrittore e traduttore italiano.

## Biografia
Tra i grandi poeti postbellici italiani, Elio Filippo Accrocca visse sempre a Roma. Il 19 luglio 1943, in piena seconda guerra mondiale, la casa e l'intero quartiere di San Lorenzo a Roma dove viveva con la famiglia vennero bombardati e distrutti: due anni più tardi, sull'avvenimento scrisse una poesia, senza titolo, che venne inserita nella sua prima opera, Portonaccio, del 1949, che contiene poesie scritte tra il '42 e il '47. 
All'Università fu allievo di Giuseppe Ungaretti, col quale si laureò nel 1947 in Lettere Moderne e Contemporanee discutendo una tesi sulla "Poesia italiana della Resistenza".
La sua importante attività artistica e letteraria nella capitale, la frequentazione e le amicizie con poeti (tra cui Renzo Nanni) e pittori (tra cui  Renzo Vespignani) dette vita al cosiddetto "Gruppo di Portonaccio": allievi delle lezioni di Ungaretti, gli artisti romani tra la fine della guerra e i primi anni cinquanta ebbero in Accrocca l'esponente di riferimento.
Fu titolare della cattedra di Storia dell'Arte all'Accademia di belle arti di Foggia, di cui fu anche direttore.
Diresse, con Cesare Vivaldi, i Quaderni del Canzoniere, incontro editoriale tra poeti e pittori, e Piazza Navona, periodico artistico e letterario. Con Raffaello Brignetti e Franco Fano curò i Quaderni di Piazza Navona.
Negli anni 1983-85 diresse la Rivista trimestrale di poesia Carte d'Europa, Tordinona-Rive Gauche, Ed. Il Ventaglio, con il contributo di qualificati autori italiani e stranieri, nonché i  Quaderni di Carte d'Europa, pubblicando opere di Rodolfo Carelli, Franco Compasso, Aldo De Jaco, Luce D'Eramo e Gabriella Sobrino, Nicola Stanescu e altri.
Collaborò con numerose riviste letterarie e artistiche (La Fiera letteraria, Critica d'oggi, Poesia e Arte, Contrappunti...); tenne rubriche su molti quotidiani (Il Paese, Il Lavoro, Momento Sera, La Gazzetta del Mezzogiorno, Avanti!, Il Gazzettino...) e in RAI.
La sua vita fu costellata di lutti: la madre scomparsa a soli 31 anni nel 1931, quando Accrocca era bambino; l'unico figlio Stefano morto nel 1973, a soli 18 anni, in un incidente motociclistico (e cui Accrocca dedicò Il superfluo). In seguito perse anche la moglie, affetta da un male incurabile.

## Tematiche
Il primo momento poetico di Accrocca (soprattutto nel Portonaccio) riflette le esperienze luttuose della sua vita (la distruzione della guerra, la morte, il dramma sociale) in un'ottica vicina, per esperienze, al neorealismo: in essa comunque confluiscono in modo evidente sia la lezione ungarettiana che le esperienze, più generali, dell'ermetismo, in una ricerca stilistica che lo porta verso la ricerca di una moralità, un senso poetico, un linguaggio e un tono stilistico personale.
Dice di lui Ungaretti nella prefazione al volume  che la sua poesia è (...) è densa d'affetti di tenerezze, quasi silenziosa. Tuttavia, questa prima lettura, non rende merito alla sua carriera che seppe discostarsi dal lirismo iniziale e, dal post-ermetismo delle origini, seppe coniugare il linguaggio poetico con la realtà degli anni a venire, con le lezioni di Montale e Quasimodo.
Europeista convinto, viaggiatore instancabile, ebbe un importante rapporto anche con l'arte pittorica, cercando una via comune della parola e del segno che traghettasse la poesia italiana verso il nuovo millennio.
Della sua opera si sono occupati, oltre a Ungaretti, Salvatore Quasimodo, Ugo Fasolo, Carlo Betocchi, Luigi Baldacci, Giuseppe Pontiggia, Giacinto Spagnoletti  , Andrea Zanzotto 

## Opere

### Poesia
- Portonaccio, presentazione di Giuseppe Ungaretti, Scheiwiller, Milano 1949;
- Caserma 1950, Quaderni del Canzoniere, Roma 1951;
- Reliquia umana, Scheiwiller, Milano 1955;
- Ritorno a Portonaccio, Mondadori, Milano 1959;
- Innestogrammi-Corrispondenze, Rebellato, Padova 1966;
- Del Guardare in faccia, De Luca, Roma 1969;
- Europa inquieta, "I Tormargana", Roma 1972;
- Paradigma, poesie con traduz. francese a fronte di Arthur Praillet, Origine, Lussemburgo 1972;
- Roma così, prefazione di Mario Petrucciani, testo critico di Salvatore Quasimodo, De Luca, Roma 1973;
- Due parole dall'al di qua, prefazione di Mario Petrucciani, Lacaita, Manduria 1973;
- Siamo non siamo, prefazione di Giorgio Petrocchi, Rusconi, Varese 1974;
- Versi mignotti, Collana "Il Blocchetto" n. 1, Cartia Editore, Roma giugno 1975;
- Bicchiere di carta, Quaderni di Piazza Navona, Roma 1977;
- Il discorrere delle cose, con 10 incisioni di Ida Gerosa, Roma 1978;
- Il superfluo, presentazione di Sergio Antonielli, Mondadori, Milano 1980;
- Scultogrammi, con 5 acqueforti di Alba Gonzales, Roma 1981;
- I binari di Apollinaire, Quaderni di Piazza Navona, Roma 1982;
- Pesominimo, Piovan Editore, Abano Terme, 1983;
- Treangoli, con 2 acqueforti di Walter Piacesi, Ediz. Ca' Spinello, Urbino 1983;
- Videogrammi della prolunga, Lucarini, Roma 1984;
- Bagage, Quaderni di Carte d'Europa, Il Ventaglio, Roma 1984;
- Esercizi radicali, Bastogi, Foggia 1984;
- Transeuropa, introduzione di Cosma Siani, trad. in olandese di N. Morina-Oostveen, Euroeditor, Lussemburgo 1984;
- Segni / Stagioni, Trifalco, Roma 1985;
- Copia difforme, introduzione di Dino Carlesi, nota critica di Luigi Blasucci, Giardini, Pisa 1986;
- Videogramma-Volteggio, poesia 1986 - per la raccolta di papiers froissés Una mina nella memoria di Antonio Papasso;
- Contromano, Editrice Nuova Fortezza, Livorno 1987;
- Forse arrivi forse partenze, introduzione di Antonio Errico, Ediz. Il Laboratorio, Parabita 1988;
- Poesie. La distanza degli anni (1942-1987), raccolta, Newton Compton, Roma 1988;
- Un fagotto di carta, Tacchi Editore, Pisa 1991;
- Lo sdraiato di pietra, raccolta di poesie, Newton Compton, Roma 1991;
- Linea di condotta, (poesie 1942-1990), introduzione di Riccardo Scrivano, a cura di Angelo Bellettato, Edizioni dei Dioscuri, Sora 1991;
- Epi-anagrammi, Newton Compton, Roma 1993;
- Nella zona inquieta, a cura di Pasquale Cominale, Ed. Centro Studi e Relazioni Culturali ERRE 80 di Caserta, Caserta 1994;
- Un fagotto di carta & un po' d'inchiostro e altre poesie, a cura di Carmine Mario Mulière, EA Edizioni d'Arte, (fuori commercio), Roma 1999.

### Principali traduzioni di poesia
- La vita dalla vita, di Mihai Beniuc, (antologia poetica), in collaborazione con Dragos Vranceanu, Edizioni Rapporti Europei, Roma 1962;
- Il sorriso di Hiroshima e altre poesie, di Eugen Jebeleanu, in collaborazione con Dragos Vranceanu, Guanda, Parma 1970;
- Prima che venga l'autunno, di Damian Damianov, Bulzoni, Roma 1985;
- La ronda notturna, di Lijubomir Lelvcev, Bulzoni, Roma 1986

### Curatele
- Ritratti su misura di scrittori italiani, Sodalizio del Libro, Venezia 1960;